# Utensilio
Un utensilio, (del latín utensilla, plural de utensĭlls 'útil, necesario') es un objeto fabricado, que se destina para un uso manual y doméstico. Como los utensilios de cocina, aseo, limpieza, etc.
También se denomina utensilios a ciertas herramientas o instrumentos de algunas actividades profesionales; por ejemplo, los utensilios agrícolas o los utensilios quirúrgicos.
Los utensilios nos ayudan en nuestras actividades diarias, como el lápiz, que nos permite escribir e incluso es muy utilizado en la escuela, o el cuchillo, que nos es útil para preparar y tomar nuestras comidas.